# La nave de los locos
La nave de los locos es un cuadro del pintor flamenco el Bosco, ejecutado en óleo sobre tabla y que mide 58 cm de altura por 33 cm de anchura. Actualmente se encuentra en el Museo del Louvre de París (Francia), donde llegó en 1918 y que lo exhibe con el título de La Nef des fous.
Como el resto de obras de su autor, carece de una datación unánime entre los especialistas. Se ha señalado el período 1503-1504, mientras que Wundram indica, simplemente, «después de 1490».
Parece claro que es una obra tardía del Bosco, debido a la factura desenfadada del cuadro, en particular en los colores frescos del cielo y del paisaje.

## Historia
El Bosco es un pintor neerlandés cuya obra se sitúa a caballo entre los siglos XV y XVI, una época en la que los conflictos sociales estaban en su apogeo y en que la religión pasaba por una profunda crisis. La pintura flamenca es fiel a la tradición religiosa.
El éxito de la obra del Bosco fue sin duda posible solo por la coyuntura del momento, cuando en Italia emergían los principios del Renacimiento como el descubrimiento de la perspectiva y el conocimiento de la anatomía, mientras que en los Países Bajos aún estaban de actualidad las tradiciones de los pintores medievales, como lo demuestra el Bosco con su eterna lucha entre el Bien y el Mal.
En este cuadro, el Bosco lleva al espectador a un mundo tanto real como surrealista. La nave de los locos va más lejos del aspecto burlesco que se aprecia en un primer acercamiento. Describe la locura de la humanidad pecadora que conduce a la muerte, criticando a los hombres que viven al revés perdiendo sus referentes religiosos. Muestra a humanos pródigos que malgastan sus vidas jugando a las cartas, bebiendo, flirteando y comiendo en lugar de emplearla de manera "útil". De esta manera, a través de la pintura se critican las costumbres de la sociedad de la época en que fue pintada, de forma alegórica: las profanidades presentes en todos los grupos sociales (incluido el clero, como se puede ver, en primer plano de la pintura), el juego y la bebida.
El mundo que pinta es un mundo al revés tal como se lo encuentra en la vida de la época (aparte de las intervenciones de origen imaginario del artista). Aquí no reina la cabeza sino el vientre. Si la cabeza no reina es que está loca. Su locura es adorar el vientre, su locura es el pecado. La gula y la lujuria eran defectos muy extendidos desde hacía tiempo en los monasterios. El Bosco muestra por lo tanto su visión del mundo de la época, criticando la moral disoluta de la clerecía, el vicio en la vida monástica y la locura humana que cede a los vicios.

## Tema
La nave de los locos es un tema recogido en las tradiciones de Flandes en el siglo XV. En efecto, la obra del Bosco encuentra también sus fuentes en la literatura de la época. En 1494 se publicó en Basilea la obra satírica alemana La nave de los necios o Narrenschiff, escrita por Sebastian Brant. Brant acoge, en su simbólica nave, locos de todas las categorías, y hace que desfilen las debilidades humanas. Una de sus estrofas dice: «Es mejor seguir siendo laico que comportarse mal dentro de las órdenes». Existen muchas semejanzas entre este libro y la representación que hace el Bosco. Y es muy posible que el pintor se basara en este poema. Según la tesis de Desmonts sobre Dos primitivos holandeses en el Museo del Louvre, este cuadro era parte de toda una serie de pinturas que ilustraban los cantos principales del poema de Brant (Gazette de Beux-Arts, 1919, p. 1). En la obra de Brant, un grupo de locos se embarca en una nave hacia Narragonien, la tierra prometida de los insanos, y, antes de naufragar, llegan a Schlaraffenland, la tierra de la riqueza.
También existen similitudes nada desdeñables con el Elogio de la locura, obra de Erasmo de Róterdam. De hecho, la metáfora de la barca era una de las más frecuentes en la Edad Media. Se encuentra igualmente en La barca azul, de Jacque van Oestvoren.
Así pues, la relación que establece El Bosco entre «vicio» y «locura» es característica de la literatura del siglo XV. Con este cuadro, advierte de una manera burlesca sobre la pérdida de los valores eclesiásticos, con la corrupción existente en el clero, la negligencia o la locura de los hombres con relación a la religión, todo lo que reina al final del siglo XV, en el ocaso de la Edad Media. Como lo menciona Michel Foucault en su Historia de la locura en la época clásica (1964, p. 30), las diversas formas plásticas y literarias muestran que «desde el siglo XV el rostro de la locura ha perseguido la imaginación del hombre occidental».

## Análisis del cuadro
Se presentan tipos entresacados de la hez humana: el bufón, los borrachos, el novicio goliardo cantando, la monja tocando el laúd. La barca donde se come, se bebe y se canta, va a la deriva. El mástil es un árbol de Mayo; entre sus hojas espía el diablo, y pende del palo un cráneo descarnado de caballo.
Los protagonistas de esta pintura son la monja y el fraile franciscanos que se encuentran tan distraídos, intentando hincar el diente en un pedazo de comida que cuelga de un hilo, que no se dan cuenta de que un ladrón les va a robar lo poco que les queda sobre la mesa. Estos religiosos cantan juntos, lo que tiene ciertas asociaciones eróticas, especialmente por la presencia del laúd, puesto que los hombres y las mujeres de las órdenes monásticas se suponía que debían permanecer separados.
Los demás personajes se esfuerzan por conseguir vino y alimentos. El sentido de la escena se condensa en el bufón sentado sobre una rama podrida.
La pintura presente un denso simbolismo:
- El mástil se ha convertido en un árbol. En medio del ramaje puede verse una figura que unos han considerado que es una lechuza o búho que simbolizaría la herejía; otros aprecian en él una calavera,[1] que representaría a la Muerte; otros, en fin, creen ver una máscara (el demonio) o un diablo que desde el centro del follaje contempla la escena.[3]
- En el mástil ondea una banderola rosa con una media luna musulmana que ha sido interpretada como símbolo de herejía o, también, como una alusión a los lunáticos, esto es, a los locos que, marginados, estaban condenados a vagar en un barco sin rumbo fijo.[1]
- El laúd y el bol con cerezas tienen connotaciones eróticas.
- La gente en el agua representaría los pecados de la gula o la lujuria.
- El embudo invertido en la parte inferior izquierda simbolizaría la locura.
- El ave asada simbolizaría la gula.

El Bosco denuncia los vicios en que incurre la locura del hombre atribuyéndoselos a personajes que parecen de clases sociales inferiores. El invitado que vomita muestra el vicio de quien sucumbe a los efectos del alcohol; algunos autores consideran que es un símbolo de «la horrible náusea que sienten los condenados en el infierno». Aparece igualmente un cántaro alusivo al sexo femenino o el diablo; el pescado muerto sin escama sería el pecado.
La pintura tal como se conoce hoy en día es un fragmento de un tríptico que fue cortado en varias partes. La nave de los locos estaba pintada en una de las alas del retablo, y tiene como dos tercios de su tamaño original. El tercio restante pertenece a la galería de arte de la Universidad de Yale y se exhibe con el título de Alegoría de la glotonería y la lujuria. El ala del lado opuesto, que más o menos ha conservado toda su longitud, es La muerte de un avaro hoy en la Galería Nacional de Washington. Los dos paneles juntos habrían representado los dos extremos de la prodigalidad y la miseria, condenando y caricaturizando ambos.